# Косолаповы (Слободской район)
Косолаповы — деревня в Слободском районе Кировской области в составе Бобинского сельского поселения.

## География
Находится на расстоянии примерно 10 км на северо-восток от Нового моста через Вятку в городе Киров.

## История
Известна с 1678 года как деревня Лопатинская с 4 дворами, в 1764 году учтено 85 жителей, деревня принадлежала Успенскому Трифонову монастырю. В 1873 году в деревне Лопатинская (Косолапова Гора) было учтено дворов 14 и жителей 108, в 1905 18 и 127, в 1926 26 и 120, в 1950 22 и 107. В 1989 году отмечено 27 жителей. Нынешнее название утвердилось с 1939 года. Деревня имеет дачный характер.

## Население
Постоянное население  составляло 6 человек (русские 83%) в 2002 году, 2 в 2010.